# 305-мм гаубица образца 1915 года
305-мм гаубица образца 1915 года — русская гаубица особой мощности. Масса орудия — 63,9 т. Масса снаряда — 377 кг. Начальная скорость — 442 м/с. Дальность стрельбы — 13,47 км. Угол вертикального наведения — 58°, горизонтального — 60°. Скорострельность — 0,3 выстрела в минуту. Транспортировка гаубицы осуществлялась с помощью железнодорожного транспорта.

## Применение

### Первая мировая война
Партия из восьми гаубиц изготавливалась сначала для нужд флота, но была переуступлена Военному ведомству. В июле 1915 года в ГАУ рассмотрели результаты испытаний морских 305-мм гаубиц, и было решено принять их и на вооружение армии. 13.08.1915 Обуховскому заводу был дан заказ на изготовление восьми 305-мм гаубиц обр. 1915 года по цене 271 500 рублей за гаубицу. Соответственно, Обуховский завод дал заказ Металлическому заводу на восемь лафетов. Гаубицы, заказанные ГАУ, были устроены одинаково с гаубицами Морского ведомства, но предназначались для установки на деревянных основаниях.
02.11.1915 последовал новый наряд ГАУ Обуховскому заводу на четыре гаубицы. И, наконец, 26 января 1916 года поступил наряд на тридцать шесть гаубиц.
Сдача двенадцати гаубиц по первым двум нарядам закончилась в июле 1916 года. А по третьему наряду на тридцать шесть гаубиц к 1.01.1917 сдали 21 гаубицу, 16 из них было вывезено с завода. К 1.11.1917 из заказа на тридцать шесть гаубиц тридцать было принято, двадцать девять отправлено с завода, две гаубицы нарезаны, остальные — в различных стадиях скрепления.
К маю 1917 года было сформировано шесть двухорудийных батарей с 305-мм гаубицами обр. 1915 года. То же число сохранилось и на сентябрь 1917 года. Они входили в состав 201-й артиллерийской бригады (три батареи литера «В») и 203-й артиллерийской бригады (три батареи литера «В»). По сведениям генерала Барсукова Е. З. в ходе военных действий в 1916—1917 годов было потеряно двенадцать 305-мм гаубиц образца 1915 года.
Входила в ТАОН.
На сентябрь 1917 г. русская армия располагала 32 артсистемами.

### Великая Отечественная война
На 1 июня 1941 года в РККА имелась 31 гаубица. 30 гаубиц входили в состав пяти отдельных артиллерийских дивизионов особой мощности (ОМ) РВГК в Орловском военном округе (322, 328, 329, 330, 331). В каждом дивизионе имелось по три батареи двухорудийного состава (всего шесть гаубиц). Дивизионы были объединены штабом 281-го гаубичного артиллерийского полка ОМ. После начала ВОВ управление полка было расформировано. Ещё одна гаубица числилась в Московском военном округе. Такая организация оставалась до конца Великой Отечественной войны. Так, к 1 мая 1945 года в пяти отдельных артиллерийских дивизионах по штату должно быть 30 гаубиц, а фактически было 29.
Кроме того, четыре гаубицы находились на вооружении 911-й береговой артиллерийской батареи Тихоокеанского флота ГВМБ на острове Русский. В 1941 году орудия были переданы в РККА.
Применялась в ходе Великой Отечественной войны для подавления укреплений противника в ходе наступательных операций в Восточной Пруссии, в частности, при взятии Кёнигсберга. Кроме того, данные гаубицы использовались для разрушения ДОТов в боях на Карельском перешейке в 1944 году, как и 280-мм мортиры Шнейдера.